# Doom (мини-альбом)
| Оценки критиков | Оценки критиков |
| Источник        | Оценка          |
| --------------- | --------------- |
| Allmusic        | [ 2 ]           |

Doom — дебютный мини-альбом группы Job for a Cowboy.

## Об альбоме
Альбом был выпущен 6 декабря 2005 года лейблом «King of the Monsters». В 2006 году альбом был перезаписан и был выпущен лейблом «Metal Blade Records».
На композицию «Entombment of a Machine» был снят клип, в котором пожилой мужчина показывает, как он закапывает под землю машины, всё это чередуется с выступлениями группы в пустыне. Это единственный альбом, в котором Дэйви использует технику вокала «пиг-сквил».

## Список композиций
| №                   | Название                         | Длительность |
| ------------------- | -------------------------------- | ------------ |
| 1.                  | «Catharsis for the Buried»       | 0:55         |
| 2.                  | «Entombment of a Machine»        | 4:07         |
| 3.                  | «Relinquished»                   | 4:49         |
| 4.                  | «Knee Deep»                      | 4:30         |
| 5.                  | «The Rising Tide»                | 4:45         |
| 6.                  | «Suspended by the Throat»        | 4:15         |
| 7.                  | «Entities» (Reissue bonus track) | 3:58         |
| Общая длительность: | Общая длительность:              | 27:19        |

## Участники записи
Job for a Cowboy
- Джонни Дэйви — вокал
- Рави Бхадрираджу — гитара
- Брент Риггс — бас-гитара
- Эндрю Аркурио — гитара
- Эллиот Селлерс — ударные